# Shepseskaf
Shepseskaf (fl. XXVI secolo a.C.) è stato un faraone appartenente alla IV dinastia egizia.

## Biografia
Figlio di Micerino e di una sposa secondaria, il Canone Reale sembra attribuirgli un regno di soli quattro anni. Per legittimare il suo diritto a regnare, essendo prematuramente morto l'erede designato, sposò Khentkaus figlia di Djedefhor, figlio di Cheope.

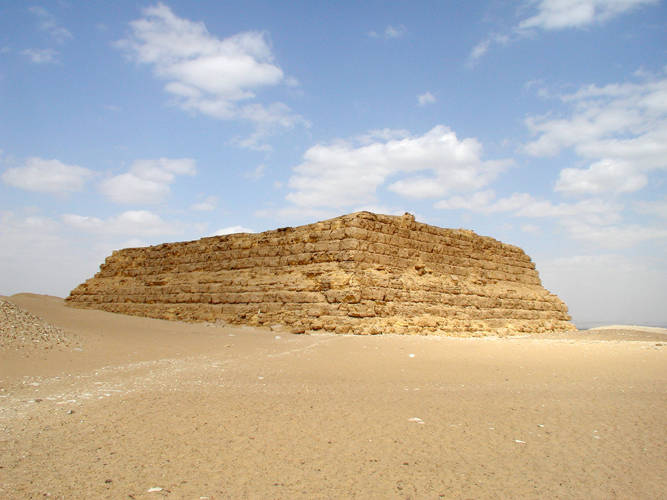
La Mastabat el-Fara'un di Shepseskaf

Secondo alcuni studiosi Shepseskaf potrebbe essere stato l'ultimo sovrano della IV dinastia; tuttavia Manetone, nella versione di Sesto Africano riporta un Thampththis che, secondo George Reisner, potrebbe essere la forma grecizzata del nome Djedefptah. Il Canone Reale è danneggiato proprio in corrispondenza della fine della IV dinastia anche se l'attuale collocazione dei frammenti lascia effettivamente spazio ad un altro sovrano dopo Shepseskaf.
A differenza dei suoi predecessori, questo sovrano non si fece costruire una piramide. La sua tomba di Saqqara sud, la cosiddetta Mastabat el-Fara'un, segna un ritorno alla mastaba, seppur di dimensioni fuori dal comune: il sepolcro infatti misura m 99,60 per 74,60 con un'altezza di circa 18 metri.
Durante il suo regno, fu visir suo cugino Babaef II.

## Liste reali
| A51 | O34 · O34 | D28 · f |

| A51 | O34 · O34 | D28 · f |

| A51 | O34 · O34 | D28 · f |

| A51 | O34 · O34 | D28 · f |

| A51 | O34 · O34 | D28 · f |

| A51 | O34 · O34 | D28 · f |

| A51 | O34 · O34 | D28 · f |

| A51 | O34 · O34 | D28 · f |

|            | \| \| \| non citato \| \| \| |
|            |                              |
| non citato |                              |
|            |                              |

|            |
| non citato |
|            |

| HASH |

| HASH |

| HASH |

| HASH |

| HASH |

| HASH |

| HASH |

| HASH |

## Titolatura
| G5 |

| G5 |

| A50 | F32 |

| A50 | F32 |

| A50 | F32 |

| A50 | F32 |

| A50 | F32 |

| A50 | F32 |

| A50 | F32 |

| A50 | F32 |

| G16 |

| G16 |

| A50 |

| A50 |

| G8 |

| G8 |

| sconosciuto |

| sconosciuto |

| M23 · X1 | L2 · X1 |

| M23 · X1 | L2 · X1 |

| A50 | s | s | D28 | f |

| A50 | s | s | D28 | f |

| A50 | s | s | D28 | f |

| A50 | s | s | D28 | f |

| A50 | s | s | D28 | f |

| A50 | s | s | D28 | f |

| A50 | s | s | D28 | f |

| A50 | s | s | D28 | f |

| G39 | N5 |

| G39 | N5 |

| sconosciuto |

| sconosciuto |

| sconosciuto |

| sconosciuto |

| sconosciuto |

| sconosciuto |

| sconosciuto |

| sconosciuto |

## Datazioni alternative
| Autore        | Anni di regno         |
| ------------- | --------------------- |
| von Beckerath | 2486 a.C. - 2479 a.C. |
| Malek         | 2460 a.C.- 2456 a.C.  |